# Gmina Baligród
Gmina Baligród Lengyelország délkeleti részén, a Kárpátaljai vajdaságban, a Leskói járásban található község (gmina). Székhelye Baligród, amely 15 kilométerre délre található Leskótól és 79 kilométernyire délre fekszik a vajdaság központjától, Rzeszówtól. 
A község területe 158,12 négyzetkilométerre terjed ki és a 2006-os adatok alapján 3176 fő él itt. 
A község területén fekszik a Cisna-Wetlina Tájképvédelmi Park természetvédelmi terület egy része.

## Települések a községben
Gmina Baligród községben az alábbi települések találhatóak:
- Baligród,
- Bystre (Leskói járás),
- Cisowiec,
- Jabłonki,
- Kiełczawa,
- Kołonice,
- Łubne,
- Mchawa,
- Nowosiółki,
- Rabe (Lengyelország),
- Roztoki Dolne,
- Stężnica,
- Zahoczewie,
- Żerdenka,
- Żernica Niżna és
- Żernica Wyżna.

## Szomszédos községek
Gmina Baligródot Gmina Cisna, Gmina Komańcza, Gmina Lesko, Gmina Solina és Gmina Zagórz határolják.

## Fordítás
Ez a szócikk részben vagy egészben  a   Gmina Baligród című angol Wikipédia-szócikk ezen változatának fordításán alapul.  Az eredeti cikk szerkesztőit annak laptörténete sorolja fel. Ez a jelzés csupán a megfogalmazás eredetét és a szerzői jogokat jelzi, nem szolgál a cikkben szereplő információk forrásmegjelöléseként.